# Perdiu cuablanca
La perdiu de cua blanca (Lagopus leucura) és una espècie d'ocell de la família dels fasiànids (Phasianidae) que habita la tundra d'Alaska i la Colúmbia Britànica amb l'illa de Vancouver, i a la llarga de les muntanyes Rocoses fins a Utah, Colorado i el nord de Nou Mèxic.